# أيكو - تجسد
أيكو - تجسد (بالإنجليزية: A.I.C.O. -Incarnation-)‏ هو مسلسل أونا أنمي من إنتاج استوديو بونز، عرض في 9 مارس عام 2018، وتكون من 12 حلقة. ويعد هذا العمل أحد أعمال نتفلكس الأصلية. وحصلت شبكة نتفلكس العالمية علي حقوق عرض السلسلة في جميع أنحاء العالم وتم عرض الأنمي لأول مرة علي الشاشات في 9 مارس 2018. وتم عمل مانجا مبنية علي نفس قصة الأنمي من تأليف المانغاكا هيرواكي ميتشياكي وتم ترخيصها من قبل مجلة شهرية سيريوس الشهرية وذلك لنشر المجلة في اليابان وذلك منذ 25 نوفمبر 2017، وتم ترخيصها من قبل كودينشا يو أس أيه وذلك لنشر المانغا المترجمة باللغة الإنجليزية في الولايات المتحدة ودول أمريكا الشمالية.

## القصة
تدور أحداث القصة في المستقبل القريب في عام 2035، حيث تعمل أحدي المنظمات علي مشروع بحثي بيولوجي لإنشاء كائن اصطناعي ذو ذكاء عالي أو كما يعرف بأختصار بـ (أيكو)، مما أدى إلى حادثة تسمى «الانفجار» والتي حُولت منطقة كوروبي جورج التي تقع في محافظة توياما. حيث تحولت المنطقة إلي حجر موبوءة بنمو متفشي للكائنات الاصطناعية تسمى المادة. بعد ذلك بعامين، وجدت طالبة في المدرسة الثانوية تدعي أيكو تاتشيبانا أنها قد أصبحت نسخة طبق الأصل من فتاة محاصرة داخل المادة التي اختفت عائلتها في الانفجار. تقدم زميل الطالبة الغامض يويا كانزاكي وقام بحل اللغز من خلال اصطحابها مع مجموعة من الغواصين المحترفين إلى النقطة الأساسية التي كانت مركز الانفجار وتتوالي الأحداث.

## الشخصيات
أيكو تشيبانا (باليابانية : 橘 アイコ تنطق باليابانية : تشيبانا أيكو)
أداء صوتي: هاروكا شيرايشي
هي بطلة الرواية الرئيسية في السلسلة وتمتاز أيكو بكونها فتاة مرحة وحيوية. بعد أن فقدت عائلتها في الانفجار، أصيبت بجروح قاتلة وتم تثبيت دماغها في جسم اصطناعي. وبعد ذلك قابلت طالبًا جديدًا منقول يُدعى يويا كانزاكي وصدمت من ما يقوله لها عن عائلتها وجسدها. قررت الانضمام إلى يويا لاستعادة عائلتها.
يويا كانزاكي (باليابانية : 神崎 雄哉 تُنطق باليابانية : كانزاكي يويا)
أداء صوتي: يوسكي كوباياشي
هو طالب جديد في مدرسة أيكو ويعد البطل الآخر للمسلسل بجانب أيكو ويمتاز بسلوك ناضج ومعزول. يخبر أيكو بالحقيقة حول إعادة بناء جسدها وينضم إلى الغواصين للوصول إلى النقطة الأساسية. هدفه هو وضع حد للانفجار، لكن الكثير عنه يكتنفه الغموض. ومع ذلك، تم الكشف لاحقًا أنه توشيهيد يورا أحد الأطباء والباحثين في منشأة أبحاث كيريو للتكنولوجيا الحيوية والذي توفي في بداية حادثة «الانفجار»، والذي تم زرع دماغه في كائن صناعي يسمى «المُكرر واحد» بواسطة سوسومو كروسي، الذي تمكن بطريقة ما من إنقاذ جسد يورا.
Daisuke Shinoyama (篠山 大輔 Shinoyama Daisuke)
أداء صوتي: Ryota Takeuchi (اليابانية)، Chris Tergliafera (العربية)
زعيم الغواصين. شريك شيراشي. على الرغم من مظهره القاسي والمخيف، إلا أنه لطيف ومهذب. مدفوعًا بإحساس قوي بالمسؤولية، يضع دائمًا احتياجات أعضاء فريقه أولاً. لقد جمع فريقه استجابة لطلب كوروز.
ماهو شيرايشي (باليابانية : 白石 真帆 تُنطق باليابانية : شيرايشي ماهو)
أداء صوتي: آي كايانو
أحد الغواصين وشريك شينوياما. لطيفة ولطيفة وبسيطة، فهي تدعم شينوياما والفريق باهتمام شديد بكل شيء بدءًا من تشغيل المركبات وصيانتها إلى اتخاذ الترتيبات اللازمة لتوفير الإمدادات الغذائية.
Yoshihiko Sagami (相模 芳彦 Sagami Yoshihiko)
أداء صوتي: ماكوتو فوروكاوا (اليابانية)، Greg Chun (العربية)
أحد الغواصين وشريك كازوكي. بمجرد أن أصبح عضوًا في وحدة القوات الخاصة العسكرية، كان يتمتع بمهارات عالية في القتال. لديه القدرة على اتخاذ القرارات بهدوء بناءً على الموقف واتخاذ الإجراءات المناسبة. يمكن أن يكون صارمًا في بعض الأحيان مع Kazuki ، لكنه من الأخ الأكبر الذي يتمتع بالاهتمام والموثوقية. إنه قاتل بأي سلاح، من الأسلحة النارية الثقيلة إلى السكاكين.
Kazuki Minase (水瀬 一樹 Minase Kazuki)
أداء صوتي: تايشي موراتا (اليابانية)، Khoi Dao (العربية)
أحد الغواصين وشريك ساجامي. على الرغم من كونه غواصًا جديدًا نسبيًا، إلا أنه يعوض افتقاره إلى الخبرة بالروح والحماس. يستخدم مواهبه في مجال الإلكترونيات لدعم شريكه ساجامي. لديه يد صناعية تعتمد على تقنية شكل الحياة الاصطناعية.
Haruka Seri (芹 遙香 Seri Haruka)
أداء صوتي: كاوري نازوكا (اليابانية)، Allegra Clark (العربية)
أحد شركاء الغواصين وكايدي. بارد وجميل وذكي. قبل الانفجار، كانت باحثة في أشكال الحياة الاصطناعية. على دراية جيدة بالمعدات العلمية، تفضل التكتيكات الفعالة التي تعزز خبرتها السابقة في تناقض حاد مع اعتماد شريكها كايدي على الحدس. تظهر اهتماما قويا بالمادة الخبيثة.
Kaede Misawa (三沢 楓 Misawa Kaede)
أداء صوتي: ماو إيتشيميتشي (اليابانية)، إيريكا مينديز (العربية)
أحد الغواصين وشريك هاروكا. ينعم بقدرات بدنية استثنائية وحدس شبيه بالحيوان. وهي متخصصة في القتال عن قرب والضربات الوقائية. غالبًا ما تكون كلماتها مباشرة ومندفعة، وتظهر على أنها مباشرة أو غير مراعية وخشنة.
Susumu Kurose (黒瀬 進 Kurose Susumu)
أداء صوتي: تورو أوكاوا (ياباني)؛ كيث سيلفرشتاين (الإنجليزية)
أحد الباحثين في أشكال الحياة الاصطناعية في مرفق أبحاث Kiryu Biotech. مطور تقنية «مجمع الخلية». يتمتع بشخصية بسيطة وخالية من الهموم، ولكنه على استعداد لتحمل بعض المخاطر لتحقيق أهدافه. يقدم الدعم لـ Yuya و Aiko من خارج المنطقة. كان هو وإيزازو في نفس العام في الكلية، وكان نانبارا يسبقهما بسنة واحدة.
Kyōsuke Isazu (伊佐津 恭介 Isadzu Kyōsuke)
أداء صوتي: تاكيهيتو كوياسو (ياباني)؛ سام رايدر (الإنجليزية)
رئيس مستشفى كيريو والطبيب المسؤول عن رعاية أيكو. مثل كوروز، فهو جزء من مرفق Kiryu لأبحاث التكنولوجيا الحيوية. كواحد من الباحثين في أشكال الحياة الاصطناعية، طور تقنية «البنية النانوية الكربونية». ابنته الوحيدة، يوزوها، في غيبوبة بعد تعرضها لحادث، وهو يكافح مع عدم قدرته على إيجاد وسيلة لعلاجها.
Akiko Nanbara (南原 顕子 Nanbara Akiko)
أداء صوتي: أتسوكو تاناكا (ياباني)؛ راشيل روبنسون (الإنجليزية)
رئيس مكتب الاستجابة CAAC (وكالة مراقبة الكائنات الاصطناعية) وشخصية مركزية في جهود الحكومة لتعزيز تكنولوجيا أشكال الحياة الاصطناعية. وهي تدعم الجهود المبذولة لاستعادة نتائج البحث من المنطقة الموبوءة بالمادة الخبيثة. لقد عرفت Isazu و Kurose منذ الكلية.

### يلقي الصوت
| حرف              | الممثل          | الممثل           | الممثل                   |
| حرف              | اليابانية       | الإنجليزية       | الإنجليزية               |
| حرف              | اليابانية       | ايونو ميديا      | بانج زووم                |
| ---------------- | --------------- | ---------------- | ------------------------ |
| إيكو تاتشيبانا   | هاروكا شيراشي   | كريستينا جوبلينج | Xanthe Huynh             |
| يويا كانزاكي     | يوسوكي كوباياشي | اليكس الفاريز    | بيلي كاميتز              |
| دايسوكي شينوياما | ريوتا تاكيوتشي  | فيل دوبوا        | كريس تيرجليافيرا         |
| ماهو شيراشي      | آي كايانو       |                  | إريكا هارلاشر            |
| يوشيهيكو ساجامي  | ماكوتو فوروكاوا | ترافيس رويج      | جريج تشون                |
| كازوكي ميناس     | تايشي موراتا    | جايسون كيسر      | خوي داو                  |
| هاروكا سيري      | كاوري نازوكا    | كريستال لوبيز    | أليجرا كلارك             |
| كايدي ميساوا     | ماو إيشيميتشي   | بولا باروس       | إيريكا مينديز            |
| سوسومو كروس      | تورو أوكاوا     |                  | كيث سيلفرشتاين           |
| كيوسوكي إيزازو   | تاكيهيتو كوياسو | سهيد بابون       | راي تشيس (مثل سام رايدر) |
| أكيكو نانبارا    | أتسوكو تاناكا   |                  | راشيل روبنسون            |

## إنتاج
أعلنت خدمة البث عبر الإنترنت Netflix عن المسلسل خلال حدث "Netflix Anime Slate 2017" في 2 أغسطس 2017، بالإضافة إلى خططهم لإصداره في وقت واحد في جميع أنحاء العالم في ربيع 2018. كان هذا الإعلان جزءًا من خطة Netflix لتقديم المزيد من المحتوى الأصلي إلى منصتهم في عام 2018، بما في ذلك 30 سلسلة أنمي جديدة.   المسلسل من إخراج كازويا موراتا في استوديو بونز. كانت Bones قد قدمت سابقًا علامة تجارية للعنوان في 27 أبريل 2017، والتي غطت الرسوم المتحركة والألعاب والبضائع.
المسلسل من تأليف Yuuichi Nomura مع تصميمات شخصية لفنان المانجا Hanaharu Naruko. يقوم مدير الرسوم المتحركة ساتوشي إيشينو بتكييف التصاميم للرسوم المتحركة. يشمل باقي فريق التصميم Tomoaki Okada ، الذي يقدم تصميمات المفاهيم، و Takeshi Takakura ، المسؤول عن التصميمات الميكانيكية، و Kazuhiro Miwa ، الذي يوفر تصميمات المواد. Junichi Higashi هو المدير الفني للمسلسل، Reiko Iwasawa يعمل كفنان رئيسي للون، Kōki Ōta يعمل كمدير CGI . هيكارو فوكودا هو مدير التصوير، بينما كوميكو ساكاموتو هو محرر الأنمي. تقوم حركة UTAMARO بإنتاج الصوت تحت إشراف مخرج الصوت Jin Aketagawa ، مع مؤثرات صوتية تم إنشاؤها بواسطة Tomoji Furuya.
موسيقى المسلسل من تأليف Taro Iwashiro وإنتاج شركة Lantis للتسجيل الموسيقي.  الأغنية الافتتاحية، "AICO"، يؤديها المغني الياباني True ، والأغنية النهائية "Unknown Beyond" (未知の彼方 Michi no Kanata) ، يؤديها Haruka Shiraishi ، التي تؤدي صوت Aiko Tachibana.

## إطلاق سراح
سلسلة 12 حلقة هي عبارة عن شبكة رسوم متحركة أصلية (ONA)، وتم عرضها لأول مرة في جميع أنحاء العالم حصريًا على Netflix في 9 مارس 2018.  تم دبلجتها في الأصل باللغة الإنجليزية من قبل مجموعة Iyuno Media ومقرها ماليزيا، وقد أعادت Bang Zoom تسمية المسلسل ! ترفيه في أكتوبر 2018.

## استقبال
AICO -Incarnation- تلقى مراجعات متوسطة إلى إيجابية من النقاد والجماهير. أعطى Shuka Yamada ، أحد المساهمين في IGN ، المسلسل تقييمًا قدره 7.5 من أصل 10 محتمل، حيث كتب أن المسلسل كان "أنمي خيال علمي متقن الصنع مع بعض الصعود والهبوط الكبير". أعطى ثيرون مارتن من شبكة الأنمي الإخبارية للمسلسل تصنيف "B +" والدبلجة "B-"، مشيدًا بتماسك رواية القصص وقيمة الإنتاج، لكنه انتقد ضعف الدبلجة الإنجليزية. أشاد سيتسوكين، صاحب موقع Anime-Evo ، بالمسلسل في مراجعة للمسلسل، فكتب "لا شيء متسامي، لكن هناك ثقة وإظهار مهارة واضحة في كيفية أخذ بعض المفاهيم المجربة والحقيقية التي نمتلكها" نشهده منذ سنوات، ويعيدهم دون عناء إلى العصر الحديث الحالي ". في المقابل، أعطت Kayla Cobb of Decider المسلسل مراجعة سلبية للغاية، مشيرة إلى أنها ضربة قاضية من Ghost in the Shell.

## وسائل الإعلام الأخرى
تم إصدار الموسيقى التصويرية الأصلية للمسلسل، بما في ذلك كل من الأغاني الرئيسية والموسيقى الخلفية للمسلسل، على قرص مضغوط مكون من قرصين تم تعيينه في 28 مارس 2018.  

A المانجا التكيف هيرواكي Michiaki أطلقت في كودانشا الصورة شونن مجلة الشهرية شونين سيريوس يوم 25 نوفمبر، 2017.  قامت Kodansha USA بترخيص السلسلة للنشر الرقمي.
| م. | تاريخ الإصدار | ردمك |
| -- | ------------- | ---- |
|    | —             | —    |
|    | —             | —    |
|    | —             | —    |

## روابط خارجية
- أيكو - تجسد على موقع IMDb (الإنجليزية)
- أيكو - تجسد على موقع روتن توميتوز (الإنجليزية)
- أيكو - تجسد على موقع نتفليكس (الإنجليزية)
- أيكو - تجسد على موقع فيلمافينيتي (الإسبانية)
- أيكو - تجسد على موقع كينوبويسك (الروسية)
- أيكو - تجسد على موقع قاعدة بيانات الفيلم (الإنجليزية)
- أيكو - تجسد على موقع ANN anime (الإنجليزية)

- الموقع الرسمي
 باللغة اليابانية
- الموقع الرسمي
 باللغة اليابانية
- الأنمي على نتفلكس
- أيكو - تجسد (أنمي) في شبكة أخبار الأنمي